# Eric Ericsson (1763–1828)
Eric Ericsson, född 17 oktober 1763 på Kaveltorp i Ljusnarsbergs socken, död 7 maj 1828 på Norrby bruk i Fellingsbro socken, var en svensk brukspatron och riksdagsman. Han var far till Carl Ericsson.
Eric Ericsson var son till bergsmannen och riksdagsmannen Eric Magnusson. Åren 1789–1798 var han kronolänsman i Nya Kopparberget. Genom giftermål med Johanna Emerentia Prytz, dotter till tullinspektören Christian Prytz 1789 kom han att få betydande tillgångar. Svärfadern avled redan 1791 och i samband med detta ärvde han Abrahamsgård i Ljusnarsbergs socken efter svärfadern. Han fungerade även som nämndeman och sexman i socknen. Mellan 1809 och 1810 var han riksdagsman för bondeståndet och då ledamot av bevillningsutskottet- År 1812 var han som riksdagsman ledamot av hemliga utskottet, av särskilda utskottet nummer 3, av allmänna besvärs- och ekonomiutskottet samt tillfällig ledamot av bevillningsutskottet. Även vid riksdagarna 1815, 1817–1818 och 1823 var han riksdagsman. Under riksdagen 1817–1818 som ledamot av konstitutionsutskottet. Eric Ericsson var även 1810–1823 fullmäktig i Riksgäldskontoret. År 1810 köpte han Ramsbergs bruk i Ramsbergs socken och bosatte sig där. Från 1820 var han även ägare av Norrby bruk och Ekeby bruk i Fellingsbro socken, samt Norra Bredsjöns masugn. Då han 1823 blev sjuklig överlämnade han skötseln av sina bruk till sönerna.